# Studánka svaté Ludmily
Studánka sv. Ludmily se nachází v lesích mezi Počátkami a Polesím, asi 2 km na sever od Počátek. Končí zde trasa naučné stezky Cestou starých soukenických mistrů Počáteckých a okolo prochází zeleně značená turistická trasa, vedená Valchovskou alejí.
Proč byla studánka zasvěcena sv. Ludmile, není známo. Nicméně studánka se stala poutním místem soukeníků z Počátek. Ti zde dlouhou dobu měli pouze klekátko u stromu a na něm zavěšený obraz sv. Ludmily. Teprve v roce 2006 při budování naučné stezky došlo k úpravě studánky a vybudování dřevěného altánu, do něhož byl onen obraz umístěn.
Zdejší voda je pitná, byť má nadlimitní kyselost způsobenou lesním původem. Podle rozborů měla voda parametry kojenecké vody. Ačkoliv v roce 2009 se u studánky objevilo upozornění, že voda není pitná, v současné době již tomu tak není.
Také k této studánce se váže pověst. Podle ní měla hospodyně z jedné z chalup v Polesí vyhnat do deště žebračku, která pak zvolala, že jim to do roka vrátí. A skutečně, do roka postihla rodinu úplavice. Hospodář se tedy vydal pro radu do Počátek, nicméně se dostal jen ke studánce. Vyčerpaný se zdejší vody napil a udělalo se mu lépe. Postupně se mu vrátily síly a vrátil se domů pro džber, kterým donesl rodině vodu a ta jim pomohla. Poté už nikdy žádného pocestného z domu nevyhodili.

## Další studánky v okolí Počátek
- Pramen řeky Jihlavy
- Studánka svaté Kateřiny
- Studánka svaté Markéty
- Studánka svatého Vojtěcha